# Vélodrome Jacques-Anquetil

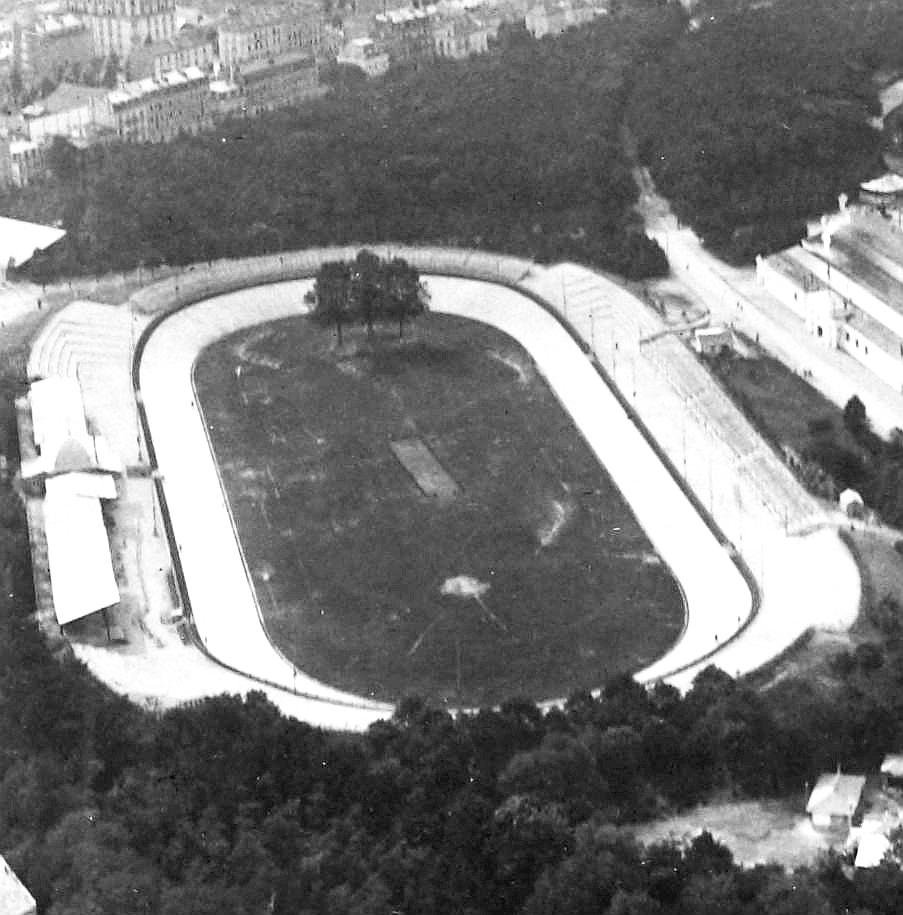
Vélodrome de Vincennes bei Paris

Das Vélodrome Jacques-Anquetil ist ein Stadion mit Radrennbahn im Bois de Vincennes in Paris. Bis 1987 hieß es Vélodrome de Vincennes (auch La Cipale genannt).
Im Jahr 1894 ursprünglich als reine Radrennbahn (Zement, 500 Meter) erbaut, diente es während der Olympischen Sommerspiele 1900 als Hauptwettkampfstätte und wurde zu diesem Zweck für 150.000 Französische Francs umgebaut. Hier fanden die Wettkämpfe im Radsport, Cricket, Rugby, Fußball und Gerätturnen statt. Die Leichtathletik-Wettkämpfe wurden auf dem Gelände des Racing Club de France ausgetragen. Während der Olympischen Sommerspiele 1924 diente das Stadion als Austragungsort für die Radsport-Wettkämpfe und das Fußballturnier. Zwischen 1968 und 1974 endete hier jeweils die letzte Etappe der Tour de France. Anschließend fanden in dem Stadion hauptsächlich Fußball- und Rugbyspiele statt.
Von 1884 bis 1993 wurde auf der 500 Meter langen Radrennbahn der renommierte Sprintklassiker Grand Prix de Paris ausgetragen. 2012 musste die Bahn wegen ihres schlechten Zustandes geschlossen werden; deren Zustand habe an die Kopfsteinpflasterstrecken von Paris–Roubaix erinnert, so ein Vertreter aus dem Rathaus. Es bildete sich eine Initiative von Radsportenthusiasten namens Sauvons la Cipale, die sich für den Erhalt der Bahn einsetzte. 2015 wurde eine Renovierung für sechs Millionen Euro abgeschlossen; seitdem ist die Bahn wieder für Trainingszwecke geöffnet. Radsportler bemängeln allerdings weiterhin den Zustand der Betonpiste.
Die Radrennbahn war Drehort von mehreren Spielfilmen: Rue des Prairies (1959, mit Jean  Gabin und Claude Brasseur), Monsieur Klein (1976, mit Alain  Delon), Le Vélo de Ghislain Lambert (2001, mit Benoît Poelvoorde), Sarahs Schlüssel (2010) und Die Kinder von Paris (2010, mit Mélanie  Laurent und Jean Reno).

Vélodrome Jacques-Anquetil